# Aubert-Gallion
Aubert-Gallion est une ancienne municipalité du Québec. Fusionnée avec Saint-Georges depuis 2001, elle en constitue aujourd'hui l'un des secteurs.

## Histoire
La municipalité a pour ancêtre la seigneurie Aubert-Gallion. Elle est constituée le 1er juillet 1845. Du 11 décembre 1856 au 15 mars 1969, elle porte le toponymie de municipalité de paroisse de Saint-Georges. Le 26 septembre 2001, elle est fusionnée avec la ville de Saint-Georges lors des réorganisations municipales. Depuis, Aubert-Gallion identifie un secteur de cette ville.

## Administration
| Période | Période | Identité                  | Étiquette | Qualité |
| ------- | ------- | ------------------------- | --------- | ------- |
| 1856    | 1858    | Alexis Morin              |           |         |
| 1858    | 1860    | Pierre Veilleux           |           |         |
| 1860    | 1862    | William Ernest Munkel     |           |         |
| 1862    | 1864    | Jérôme Rancourt           |           |         |
| 1864    | 1866    | William Milburn Pozer     |           |         |
| 1866    | 1868    | Antoine Morin             |           |         |
| 1868    | 1870    | Charles Morin             |           |         |
| 1870    | 1872    | François-Xavier Dulac     |           |         |
| 1872    | 1875    | David Gordon Pozer        |           |         |
| 1875    | 1876    | Jean Morin                |           |         |
| 1876    | 1878    | Fortunat Veilleux         |           |         |
| 1878    | 1881    | David Poulin              |           |         |
| 1881    | 1885    | Achille Gossard Bussières |           |         |
| 1885    | 1887    | Jérôme Rancourt           |           |         |
| 1887    | 1887    | Zéphirin Gravel           |           |         |
| 1887    | 1890    | Joseph Morin              |           |         |
| 1890    | 1890    | John Adolphus Pozer       |           |         |
| 1890    | 1890    | Thomas Poulin             |           |         |
| 1890    | 1891    | Vital Lessard             |           |         |
| 1891    | 1893    | Louis Gendreau            |           |         |
| 1893    | 1895    | Robert John Cathcart      |           |         |
| 1895    | 1899    | David Roy                 |           |         |
| 1899    | 1905    | Georges Cloutier          |           |         |
| 1905    | 1906    | Joseph Roy                |           |         |
| 1906    | 1911    | Joseph Gagnon             |           |         |
| 1911    | 1913    | Pierre Veilleux           |           |         |
| 1913    | 1913    | Joseph Roy                |           |         |
| 1913    | 1916    | Absalon Poulin            |           |         |
| 1916    | 1917    | Georges Roy               |           |         |
| 1917    | 1921    | Achille Thibodeau         |           |         |
| 1921    | 1923    | Joseph Paquet             |           |         |
| 1923    | 1931    | Béloni Poulin             |           |         |
| 1931    | 1935    | Albert Dutil              |           |         |
| 1935    | 1943    | Ludger Dionne             |           |         |
| 1943    | 1945    | Achille Thibodeau         |           |         |
| 1945    | 1948    | Isidore Bolduc            |           |         |
| 1948    | 1953    | Philippe Poulin           |           |         |
| 1953    | 1955    | Odias Labbé               |           |         |
| 1955    | 1959    | Émile Bolduc              |           |         |
| 1959    | 1961    | Alfred Quirion            |           |         |
| 1961    | 1965    | Éphraim Dulac             |           |         |
| 1965    | 1971    | Léopold Dutil             |           |         |
| 1971    | 1981    | Grégoire Bourque          |           |         |
| 1981    | 1989    | Réjean Dutil              |           |         |
| 1989    | 2001    | Ovila Poulin              |           |         |

## Démographie
| 1921  | 1931  | 1941  | 1951 | 1956  | 1961 | 1966 | 1971 | 1976 |
| ----- | ----- | ----- | ---- | ----- | ---- | ---- | ---- | ---- |
| 3 576 | 4 098 | 3 990 | 891  | 1 068 | 734  | 750  | 692  | 911  |

| 1981  | 1986  | 1991  | 1996  | 2001  | - | - | - | - |
| ----- | ----- | ----- | ----- | ----- | - | - | - | - |
| 1 474 | 1 721 | 2 001 | 2 209 | 2 444 | - | - | - | - |